# Формула-1 — Гран-прі Аргентини
Гран-прі Аргентини — один з етапів чемпіонату Світу з автоперегонів у класі Формула-1, який проводився з 1953 по 1998 роки у Буенос-Айресі на трасі Автодрому ім. Хуана й Оскара Гальвесів.

## Історія
Після другої світової війни у Європі поновилися перегони у класі Формула-1, де аргентинські пілоти показували добрі результати. 1950 року аргентинець Хуан Мануель Фанхіо став чемпіоном світу, що підштовхнуло тодішнього президента Аргентини Хуана Домінго Перона стимулювати побудову автодрому у Буенос-Айресі.
Траса для перегонів була збудована у Буенос-Айресі 1952 року на тому місці, де зараз знаходиться пам'ятник адміралу Брауну. Перші перегони відбулися на цьому автодромі у березні 1952 року і мали назву Кубок Перона. Їх переможцем став Фанхіо.
1953 року на трасі у Буенос-Айресі відбулися перші автоперегони у класі Формула-1 за межами Європи. Їх переможцем став Альберто Аскарі з команди Феррарі. Цю перемогу затьмарив нещасний випадок на перегонах, у якому загинули 9 осіб.
У 1954—1957 роках Гран-прі Аргентини вигравав Фанхіо. Після виходу аргентинського пілота на пенсію і падіння режиму Перона 1961 року Гран-прі Аргентини було викреслено з календаря Формули-1 більш ніж на десять років.
1972 року Гран-прі Аргентини повернули до календаря змагань. Ця подія збіглася з дебютом аргентинського гонщика Карлоса Ройтмана. Автоперегони проводилися в Буенос-Айресі до 1982 року, коли Ройтман пішов на пенсію, а Аргентина вступила у Фолклендську війну проти Британії.
1991 року трасу викупив приватний консорціум, який розпочав її перебудову. Тодішній президент Карлос Менем прагнув повернути етап чемпіонату світу до Аргентини, оскільки його син був великим шанувальником автомобільного спорту. 1995 року Гран-прі Аргентини повернули до календаря змагань, але через постійні фінансові проблеми організаторів 1998 року його було знову викреслено.

## Переможці Гран-прі Аргентини
| Сезони | Пілот               | Команда          | Траса                                 | Дата            | Результати |
| ------ | ------------------- | ---------------- | ------------------------------------- | --------------- | ---------- |
| 1953   | Альберто Аскарі     | Ferrari          | Автодром ім. 17 жовтня                | 18 січня 1953   | Результати |
| 1954   | Хуан Мануель Фанхіо | Maserati         | Автодром ім. 17 жовтня                | 17 січня 1954   | Результати |
| 1955   | Хуан Мануель Фанхіо | Mercedes         | Муніципальний Автодром Буенос-Айреса  | 16 січня 1955   | Результати |
| 1956   | Хуан Мануель Фанхіо | Ferrari          | Муніципальний Автодром Буенос-Айреса  | 22 січня 1956   | Результати |
| 1957   | Хуан Мануель Фанхіо | Maserati         | Муніципальний Автодром Буенос-Айреса  | 13 січня 1957   | Результати |
| 1958   | Стірлінг Мосс       | Cooper-Climax    | Муніципальний Автодром Буенос-Айреса  | 19 січня 1958   | Результати |
| 1960   | Брюс Макларен       | Cooper-Climax    | Муніципальний Автодром Буенос-Айреса  | 7 лютого 1960   | Результати |
| 1972   | Джекі Стюарт        | Tyrrell-Ford     | Муніципальний Автодром Буенос-Айреса  | 23 січня 1972   | Результати |
| 1973   | Емерсон Фіттіпальді | Lotus-Ford       | Муніципальний Автодром Буенос-Айреса  | 28 січня 1973   | Результати |
| 1974   | Денні Х'юм          | McLaren-Ford     | Муніципальний Автодром Буенос-Айреса  | 13 січня 1974   | Результати |
| 1975   | Емерсон Фіттіпальді | McLaren-Ford     | Муніципальний Автодром Буенос-Айреса  | 12 січня 1975   | Результати |
| 1977   | Джоді Шектер        | Wolf-Ford        | Муніципальний Автодром Буенос-Айреса  | 9 січня 1977    | Результати |
| 1978   | Маріо Андретті      | Lotus-Ford       | Муніципальний Автодром Буенос-Айреса  | 15 січня 1978   | Результати |
| 1979   | Жак Лаффіт          | Ligier-Ford      | Муніципальний Автодром Буенос-Айреса  | 21 січня 1979   | Результати |
| 1980   | Алан Джонс          | Williams-Ford    | Муніципальний Автодром Буенос-Айреса  | 13 січня 1980   | Результати |
| 1981   | Нельсон Піке        | Brabham-Ford     | Муніципальний Автодром Буенос-Айреса  | 12 квітня 1981  | Результати |
| 1995   | Деймон Хілл         | Williams-Renault | Автодром ім. Хуана й Оскара Гальвесів | 9 квітня 1995   | Результати |
| 1996   | Деймон Хілл         | Williams-Renault | Автодром ім. Хуана й Оскара Гальвесів | 7 квітня 1996   | Результати |
| 1997   | Жак Вільнев         | Williams-Renault | Автодром ім. Хуана й Оскара Гальвесів | 30 березня 1997 | Результати |
| 1998   | Міхаель Шумахер     | Ferrari          | Автодром ім. Хуана й Оскара Гальвесів | 12 квітня 1998  | Результати |